# Peperomia soukupii
Peperomia soukupii är en pepparväxtart som beskrevs av William Trelease. Peperomia soukupii ingår i släktet peperomior, och familjen pepparväxter. Inga underarter finns listade i Catalogue of Life.